# Otto Strandvig
Otto Strandvig es un deportista danés que compitió en vela en la clase Finn. Ganó una medalla de bronce en el Campeonato Europeo de Finn de 1987.

## Palmarés internacional
| \| Campeonato Europeo \| Campeonato Europeo \| Campeonato Europeo \| Campeonato Europeo \| \| Año \| Lugar \| Medalla \| Clase \| \| ------------------ \| -------------------- \| ------------------ \| ------------------ \| \| 1987 \| Rungsted (Dinamarca) \| Medalla de bronce \| Finn \| |                      |                   |       |
| Campeonato Europeo |                      |                   |       |
| Año | Lugar                | Medalla           | Clase |
| 1987 | Rungsted (Dinamarca) | Medalla de bronce | Finn  |